# Како да дресирате свог змаја 3
Како да дресирате свог змаја 3 (енгл. How to Train Your Dragon: The Hidden World) је амерички рачунарски-анимирани акционо-фантастични филм из 2019. заснован на истоименој серији књига Кресиде Кауел. У продукцији DreamWorks Animation-а и дистрибуцији Universal Pictures-а, ово је наставак филма Како да дресирате свог змаја 2 из 2014. и трећи и последњи део трилогије. Написао и режирао Дин ДеБлоис, у филму се појављују гласови Џеја Баручела, Америка Ферера, Кејт Бланчет, Крејг Фергусон и Ф. Мари Ејбрахам. Радња филма прати Штука који тражи змајеву утопију под називом "Скривени свет" док се помирује са новом везом Безуба са женском Лаком Фуријом, док се суочавају са претњом немилосрдног ловца на змајеве по имену Гримел Гризли.
Филм Како да дресирате свог змаја 3 премијерно је приказан је 3. јануара 2019. у Аустралији и 22. фебруара у Сједињеним Државама. Филм је издат 7. март 2019. године у Србији, од стране Taramount Film-а. Овај филм представља први DreamWorks Animation-а филм који ће дистрибуирати Universal Pictures-а, чија је матична компанија NBCUniversal-а купила ДВА 2016. Као и његови претходници, добио је признање од критичара, који су похвалили његову анимацију, гласовну глуму, музичку партитуру и емоционалну тежину филма. закључак. Зарадио је преко 525 милиона долара широм света, поставши пети анимирани филм са највећом зарадом у 2019, као и Универзалов анимирани филм са највећом зарадом који није продуцирао Illumination-а. На 92. додели Оскара, филм је номинован заНајбољи анимирани играни филм, изгубио од Прича о играчкама 4.

## Радња
Из студија DreamWorks Animation стиже епска анимирана авантура о одрастању и проналажењу храбрости да се суочите са непознатим и како не одустати. Оно што ће почети као неочекивано пријатељство младог Викинга и неустрашивог змаја претвориће се у авантуру која превазилази сам живот. Биоскопска публика имаће прилику да ужива у новом филму једне од најомиљенијих анимираних сага свих времена!

## Улоге
| Улога       | Оригинални глас       | Српски глас                 |
| ----------- | --------------------- | --------------------------- |
| Штуцко      | Џеј Барушел           | Милош Ђуричић               |
| Астрид      | Америка Ферера        | Милена Живановић            |
| Грозомор    | Ф. Мари Ејбрахам      | Драган Вујић Вујке          |
| Валка       | Кејт Бланчет          | Валентина Павличић          |
| Стаменко    | Џерард Батлер         | Александар Срећковић Кубура |
| Ждероња     | Крејг Фергусон        | Милан Милосављевић          |
| Шмркавко    | Џона Хил              | Предраг Дамњановић          |
| Рибоноги    | Кристен Виг           | Марко Мрђеновић             |
| Каменоглава | Кристен Виг           | Марија Микић                |
| Ерет        | Кит Харингтон         | Марко Марковић              |
| Каменоглави | Џастин Рупл           | Жељко Максимовић            |
| Гризелда    | Џулија Емелин         | Весна Паштровић Шашић       |
| Мали Штуцко | Џеј Барушел           | Коста Богданић              |
| Рагнар      | Олафур Дарри Олафссон | Немања Живковић             |